# 永凝堡遗址
永凝堡遗址，位于山西省临汾市洪洞县城东北5公里永凝堡村，是中华人民共和国山西省文物保护单位之一。
1965年5月24日，授予山西省文物保护单位，是一座古遗址。